# Anton Palfi
Anton Palfi (n. 8 decembrie 1946, Tomnatic, județul Timiș) este un jurnalist, poet și traducător de limba germană originar din România.
A urmat școala generală în timp ce era deportat în Bărăgan cu familia.
Este absolvent al facultății de limbă și literatură germană.
În publicațiile sale a folosit și pseudonimele P. Anton și Jürfen Jäger.

## Activitate profesională
A fost membru al cenaclului literar Adam Müller-Guttenbrunn din Timișoara.
A fost redactor-șef la revista Neue Banater Zeitung.
În prezent trăiește în Germania, la Bamberg, unde lucrează ca redactor politic la publicația "Fränkischer Tag".

## Volume publicate

### Scrieri proprii
- Das Bild der banater Landschaft in der Lyrik Peter Jungs

### Traduceri
- Nikolaus Berwanger, Singur cu mine, Editura Facla, 1978
- Nikolaus Berwanger, Din patru inimi, Editura Eminescu, 1978
- Nikolaus Berwanger, Confesiuni cotidiene, Editura Eminescu, 1980